# Ernoul
Ernoul est le nom communément attribué au chroniqueur d'une chronique de la fin du XIIe siècle et traitant de la chute du royaume de Jérusalem.

## Biographie
Ernoul n'est mentionné qu'une seule fois dans l'histoire, et seulement dans sa propre chronique. Il est écuyer de Balian d'Ibelin, un important seigneur franc à Jérusalem et accompagne son seigneur lors d'une ambassade de Guy de Lusignan auprès du comte Raymond III de Tripoli en 1187. Au cours du voyage à Tripoli, Balian et sa suite passent une journée à Naplouse alors que le reste de la troupe est tombé dans une embuscade le 1er mai, lors de la bataille de La Fontaine du Cresson. Ernoul se renseignait pour comprendre pourquoi le château templier de la Fève était quasi-déserté, lorsque la nouvelle de la bataille parvint à Balian. Il n'y a pas d'autre mention d'Ernoul dans les documents contemporains. Cependant, il n'est pas certain qu'il ait participé à la bataille de Hattin le 4 juillet, car sa chronique rend compte de la situation de l'arrière-garde, laquelle était dirigée par son maître Balian.
Selon M. R. Morgan,, l'écuyer Ernoul serait en fait Arnaix ou Arneis de Gibelet, un noble important du royaume de Chypre au cours de la première moitié du XIIIe siècle, peut-être apparenté aux Ibelin qui sont également puissants dans le royaume insulaire. Les Gibelet ont des liens très étroits avec les Ibelins durant les XIIe et XIIIe siècles dans les deux royaumes de Chypre et de Jérusalem. Cette identification est cependant rejetée par Peter Edbury, qui considère qu'Arneis vécut trop tard pour être Ernoul, et que leurs noms sont trop différents.

## La chronique
La Chronique d'Ernoul consiste en fait en un certain nombre de manuscrits, similaires, découlant d'une source originale qui ne s'est pas conservée, mais qui est censé être écrite par Ernoul lui-même. La base de ces documents est une traduction du XIIIe siècle de la chronique latine de Guillaume de Tyr, que ce dernier rédigea dans le royaume de Jérusalem pendant le milieu et la fin du XIIe siècle. Cette traduction en français est connue sous le nom d’Histoire de Héraclius ou d’Estoire d'Eracles, parce que Guillaume de Tyr commence son récit avec le règne de l'empereur byzantin Héraclius.
Un des manuscrits les plus importants est connu sous le nom de rédaction de Lyon et est le texte de base des éditions modernes. Il a été édité par Morgan sous le titre La Continuation de Guillaume de Tyr (1183–1197). Cette chronique relate les évènements jusqu'en 1248 et la section concernant les années 1184 à 1197 ne se trouve dans aucun autre manuscrit. Le Recueil des historiens des croisades, une collection de textes sur les croisades rassemblée par l'Académie des inscriptions et belles-lettres au XIXe siècle, utilise une autre version de l’Eracles connue sous le nom de rédaction Colbert-Fontainebleau. Il y a aussi un manuscrit court connu comme l’abrégé, et l'Eracles florentin de la Bibliothèque Laurentienne à Florence qui contient un unique chapitre de 1191 à 1197 et se poursuit jusqu'en 1277.
Le texte connu sous le nom de la Chronique d'Ernoul et de Bernard le Trésorier, édité par de Mas Latrie au XIXe siècle, est issue d'une autre version de la chronique. C'est essentiellement le même que l’abrégé, et semble être issu de la traduction française de Guillaume de Tyr qui en ensuite été abrégé, à l'exception de quelques sections. Il va jusqu'en 1227 ou 1231, selon les versions.
Les textes actuellement subsistants sont rédigés dans leur forme finale entre 1230 et 1260. Ernoul n'a dû en écrire qu'une petite partie, couvrant les années 1186 et 1187, quand la famille d'Ibelin était dans une situation prééminente.